# کنسرتو ویولن در می ماژور (باخ)
کنسرتو ویولن در می ماژور (انگلیسی: Violin Concerto in E major) شمارهٔ ۱۰۴۲، یک کنسرتو با سه موومان اثر یوهان سباستیان باخ است که در سبک و سیاق کنسرتوهای ونیزی ایتالیایی ساخته شده، اما هر موومان چند «مشخصهٔ غیرایتالیایی» نامعمول دارد. این کنسرتو برای ویولن و سازهای زهی
و با فیگور باس نوشته شده‌است و دارای ۳ موومان است:
1. آلگرو، کسر میزان ، با پیش‌درآمدی در می ماژور
2. آداجو، کسر میزان 3
4، با یک ریتم تکرارشونده در دو دیز مینور
3. آلگرو آسایی، کسر میزان 3
8، با یک ساختار کلی روندو در می ماژور

در حالی که دو پارتیتور برای این کنسرتو از قرن ۱۸ به‌جا مانده‌است، ولی هیچ‌کدام امضا ندارند. با این حال، باخ از این کنسرتو به عنوان الگویی برای «کنسرتو هارپسیکورد در ر ماژور، شمارهٔ ۱۰۵۴» خود استفاده نموده‌است که در دست‌نوشته‌های امضاشده او در سال‌های ۱۷۳۷ تا ۱۷۳۹ موجود است. گمان می‌رود که این کنسرتو در دورانی نوشته شده باشد که باخ در دربار کوتن کار می‌کرده یا شاید زمانی که ساکن لایپزیگ بوده است.